# Vijessna Ferkic

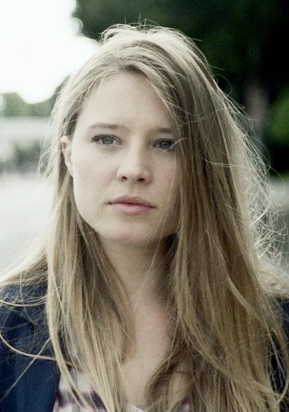
Vijessna Ferkic

Vijessna Ferkic (* 28. April 1987 in Hamburg) ist eine deutsche Schauspielerin.

## Biografie
Vijessna Ferkic wuchs als eines von sechs Geschwistern in der Nähe von Hamburg auf. Ihre Eltern sind kroatischer Herkunft. Zusammen mit ihrer älteren Schwester Arissa Ferkic besuchte sie im Alter von zehn Jahren eine der ersten Kinderschauspielschulen Deutschlands. So gelangte sie zu ihrem ersten Casting und bekam auch bald ihre erste Nebenrolle in der Serie Stahlnetz. Dort wurde sie für die Serie Die Pfefferkörner entdeckt, in der sie von 1999 bis 2003 in 36 Folgen die Rolle der Natascha Jaonzäns verkörperte. 2008 kommt sie in Folge 53 (Ein neuer Anfang) als Polizistin an ihre alte Wirkungsstätte zurück und lernt die neue Generation der „Pfefferkörner“ kennen. Sowohl in der 100. Folge (2011) als auch in der 200. Folge (2019) der Pfefferkörner hat sie nochmals einen Gastauftritt. In Folge 200 kommt sie als Polizistin mit weiteren ehemaligen Pfefferkörnern zurück, um die vermissten aktuellen Pfefferkörner zu finden.
2006 wurde ihre Rolle der Natascha in der Kinder-Tatort-Reihe Krimi.de Team Hamburg von KI.KA fortgesetzt (6 Folgen, 2006 bis 2009). Dort verkörpert Ferkic Natascha als junge Polizeianwärterin. Ab 2004 spielte sie diverse Rollen in Fernseh- und Kinoproduktionen. Erwähnenswert ist hier vor allem die Mitwirkung in der Kinoproduktion Der Vorleser als Sophie, ihre Hauptrolle in der Martin-Walser-Buchverfilmung Ohne einander sowie ihre Darstellung in Christian Petzolds mit dem Grimme-Preis ausgezeichneten Dreileben – Etwas Besseres als den Tod.
Ihre ältere Schwester Arissa Ferkic sowie ihre jüngeren Geschwister Jaime Krsto Ferkic, Joanna Ferkic und Kristo Ferkic sind ebenfalls Schauspieler.
Vijessna Ferkic ist seit 2011 in einer Beziehung mit dem Schauspieler Rafael Morais.

## Filmografie
Fernsehserien und -filme
- 1999: Stahlnetz (Folge: Die Zeugin)
- 1999–2002: Die Pfefferkörner (36 Folgen)
- 2003–2006: alphateam – Die Lebensretter im OP (8 Folgen)
- 2004: Solo für Schwarz (Folge: Tod im See)
- 2005: Der Ermittler (Folge: Zahltag)
- 2006: Die Pirateninsel – Familie über Bord (Fernsehfilm)
- 2006: Das Duo (Folge: Der Sumpf)
- 2006–2008: Krimi.de (Team Hamburg, 6 Folgen)
- 2006: Ohne einander (Fernsehfilm)
- 2007: Wilsberg: Miss-Wahl
- 2007: Unser Charly (Folge: Mit allen Tricks)
- 2008: Die Pfefferkörner (Folge: Ein neuer Anfang)
- 2009: Alarm für Cobra 11 – Die Autobahnpolizei (Folge: Geliebter Feind)
- 2010: Gonger 2 – Das Böse kehrt zurück
- 2010: Bella Block: Das schwarze Zimmer
- 2011: SOKO Stuttgart (Folge: Adel verpflichtet)
- 2011: SOKO Wismar (Folge: Neandertal ist überall)
- 2011: Countdown (Folge: Vergeltung)
- 2011: Die Pfefferkörner (Folge: Störtebeckers Kopf)
- 2011: Dreileben – Etwas Besseres als den Tod
- 2012: Der Staatsanwalt (Folge: Tödlicher Pakt)
- 2012: Heiter bis tödlich: Fuchs und Gans (Folge: Feuer und Flamme)
- 2014: Heiter bis tödlich: Morden im Norden (Folge: Der Nackte und der Tote)
- 2017: Shooter (Folge: The Hunting Party)
- 2018: Rosamunde Pilcher: Nanny verzweifelt gesucht
- 2019: Die Pfefferkörner (Folge: Goldfieber)

Kinofilme
- 2008: Der Vorleser
- 2009: Phantomschmerz
- 2012: Das Haus der Krokodile

Kurzfilme
- 2013: Still Here, Not There